# Ministre du Travail (Irlande)
Pour les articles homonymes, voir Ministre du Travail.
Le ministre du Travail (anglais : Minister for Labour, irlandais : Aire Oibreachais) était un poste de ministre créé à l'origine du gouvernement de l'Irlande, en 1919. Constance Markievicz a été la première personne à occuper ce poste. Ce poste de ministre n'est actuellement plus nommé.

## Histoire
La fonction de ministre du Travail est créée par la loi de 1966 portant modification de la loi Ministers and Secretaries Acts.
En 1993, les attributions du ministre du travail sont transférées au ministre des Enterprises et de l'Emploi
for Business, Enterprise and Innovation, le ministre de l'Égalité et de la réforme des lois lui succède. En 1997, les prérogatives du ministre sont confiées au ministre de l'Égalité et de la Réforme de la loi, suite de la cessation de ses fonctions. Bien que le département de l’Égalité et de la réforme législative ne soit pas officiellement aboli par la législation (et continue donc théoriquement à exister), il a cessé de fonctionner en 1997 lors de la fusion avec le département de la Justice.

## Liste des ministres
| Ministre du Travail 1919–1922                               |                              |                  |                  |       |                      |
| No.                                                         | Nom                          | Dates du mandat  | Dates du mandat  | Parti | Parti                |
| 1.                                                          | Constance Markievicz         | 2 avril 1919     | 9 janvier 1922   |       | Sinn Féin            |
| 2.                                                          | Joseph McGrath               | 11 janvier 1922  | 9 septembre 1922 |       | Sinn Féin pro-traité |
| 3.                                                          | Patrick Hogan (ad interim)   | 17 juillet 1922  | 9 septembre 1922 |       | Sinn Féin pro-traité |
| Ministre du Travail 1966–1993                               |                              |                  |                  |       |                      |
| No.                                                         | Nom                          | Dates du mandat  | Dates du mandat  | Parti | Parti                |
| 1.                                                          | Patrick Hillery              | 13 juillet 1966  | 2 juillet 1969   |       | Fianna Fáil          |
| 2.                                                          | Joseph Brennan               | 2 juillet 1969   | 14 mars 1973     |       | Fianna Fáil          |
| 3.                                                          | Michael O'Leary              | 14 mars 1973     | 5 juillet 1977   |       | Labour Party         |
| 4.                                                          | Gene Fitzgerald (1er mandat) | 5 juillet 1977   | 16 décembre 1980 |       | Fianna Fáil          |
| 5.                                                          | Tom Nolan                    | 16 décembre 1980 | 30 juin 1981     |       | Fianna Fáil          |
| 6.                                                          | Liam Kavanagh (1er mandat)   | 30 juin 1981     | 9 mars 1982      |       | Labour Party         |
|                                                             | Gene Fitzgerald (2e mandat)  | 9 mars 1982      | 14 décembre 1982 |       | Fianna Fáil          |
|                                                             | Liam Kavanagh (2e mandat)    | 14 décembre 1982 | 13 décembre 1983 |       | Labour Party         |
| 7.                                                          | Ruairi Quinn                 | 13 décembre 1983 | 20 janvier 1987  |       | Labour Party         |
| 8.                                                          | Gemma Hussey                 | 20 janvier 1987  | 10 mars 1987     |       | Fine Gael            |
| 9.                                                          | Bertie Ahern                 | 10 mars 1987     | 14 novembre 1991 |       | Fianna Fáil          |
| 10.                                                         | Michael O'Kennedy            | 14 novembre 1991 | 11 février 1992  |       | Fianna Fáil          |
| 11.                                                         | Brian Cowen                  | 11 février 1992  | 12 janvier 1993  |       | Fianna Fáil          |
| 12.                                                         | Mervyn Taylor                | 12 janvier 1993  | 21 janvier 1993  |       | Labour Party         |
| Ministre de l'Égalité et de la réforme des lois 1993 - 1997 |                              |                  |                  |       |                      |
| No.                                                         | Name                         | Dates du mandat  | Dates du mandat  | Parti | Parti                |
| 1.                                                          | Mervyn Taylor (1er mandat)   | 21 janvier 1993  | 17 novembre 1994 |       | Labour Party         |
| 2.                                                          | Máire Geoghegan-Quinn        | 18 novembre 1994 | 15 décembre 1994 |       | Fianna Fáil          |
|                                                             | Mervyn Taylor (2e mandat)    | 15 décembre 1994 | 26 juin 1997     |       | Labour Party         |
| 3.                                                          | John O'Donoghue              | 26 juin 1997     | 8 juillet 1997   |       | Fianna Fáil          |

### Sources
- (en) Cet article est partiellement ou en totalité issu de l’article de Wikipédia en anglais intitulé « Minister for Labour » (voir la liste des auteurs).